# رابرت بال
رابرت بال (انگلیسی: Robert Stawell Ball; ۱ ژوئیهٔ ۱۸۴۰ – ۲۵ نوامبر ۱۹۱۳) سیاست‌مدار و ستاره‌شناس اهل پادشاهی متحد بریتانیای کبیر و ایرلند بود.
وی همچنین برندهٔ جوایزی همچون همکار انجمن سلطنتی شده است.